# Frances Waldegrave
Frances Elizabeth Anne Waldegrave (Londres, 4 de enero de 1821 – Ib., 5 de julio de 1879) fue una condesa y socialite británica.

## Biografía
Waldegrave nació el 4 de enero de 1821 en Londres, hija del tenor alemán John Braham, reconocido por haberse presentado en importantes óperas de Europa y América. En mayo de 1839 se casó con John James Waldegrave, hijo ilegítimo de John Waldegrave, el sexto conde de Waldegrave, quien falleció ese mismo año. Volvió a contraer matrimonio el 28 de septiembre de 1840 con el séptimo conde de Waldegrave, George Edward Waldegrave. Tras la muerte de su segundo esposo en 1846, Frances heredó numerosas propiedades, incluyendo las residencias de Chewton, Strawberry Hill House y Kelvedon Hatch.
Un año después se casó por tercera vez, en esa oportunidad con el político George Harcourt, quien en ese momento era treinta y seis años mayor que ella. Tras el fallecimiento de Harcourt en 1861, Waldegrave se mudó a la residencia de Strawberry Hill. Dos años después se casó con Chichester Parkinson-Fortescue, primer barón de Carlingford, colaborando en su carrera política hasta la muerte de este último el 30 de enero de 1898.

### Fallecimiento y legado
Waldegrave pasó sus últimos años en su residencia en Londres, donde falleció el 5 de julio de 1879. La calle que pasa por Strawberry Hill, una de las principales vías que unen los suburbios de Twickenham con Teddington, fue nombrada Waldegrave Road en su honor.